# Audrey Linkenheld

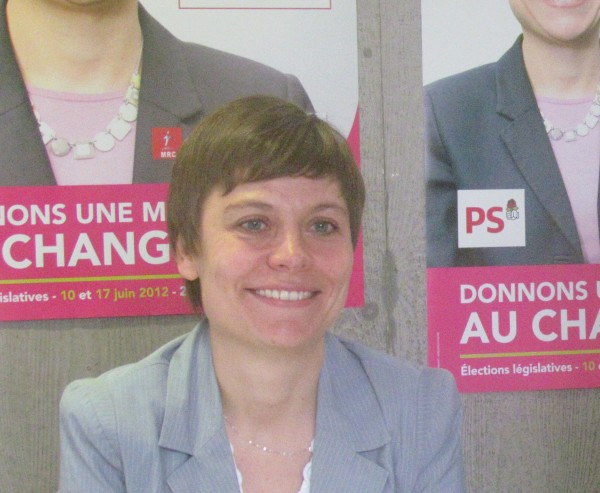
Audrey Linkenheld im Mai 2012

Audrey Linkenheld (* 11. Oktober 1973 in Straßburg) ist eine französische Politikerin der Parti socialiste (PS). Von 2012 bis 2017 war sie Abgeordnete der Nationalversammlung aus dem Département Nord.

## Leben
Linkenheld setzte sich zuerst bei der Mouvement des Jeunes Socialistes ein und wurde deren nationalen Sekretärin. Vom 21. März 2008 bis dem 1. Oktober 2012 war sie in Lille beigeordnete Stadträtin für Wohnung. Bei der Parlamentswahl 2012 kandidierte sie im zweiten Wahlkreis des Départements Nord und zog mit 64,69 Prozent der Stimmen im zweiten Wahlgang in die Nationalversammlung als Nachfolgerin von Bernard Derosier ein.
Nachdem Benoît Hamon die sozialistische Vorwahl 2017 gewonnen hatte, wurde Linkenheld zusammen mit Daniel Goldberg zur Leiterin der Thematik „Stadtpolitik, Wohnung“ von Hamons Kampagne ernannt.
Sie kandidierte bei der Parlamentswahl 2017, wurde jedoch im ersten Wahlgang besiegt.
Linkenheld ist Vorstandsmitglied von Sciences Po Lille.